# Kozice (gromada)
Kozice (od 31 XII 1959 Solec) – dawna gromada, czyli najmniejsza jednostka podziału terytorialnego Polskiej Rzeczypospolitej Ludowej w latach 1954–1972.
Gromady, z gromadzkimi radami narodowymi (GRN) jako organami władzy najniższego stopnia na wsi, funkcjonowały od reformy reorganizującej administrację wiejską przeprowadzonej jesienią 1954 do momentu ich zniesienia z dniem 1 stycznia 1973, tym samym wypierając organizację gminną w latach 1954–1972.
Gromadę Kozice z siedzibą GRN we Kozicach utworzono – jako jedną z 8759 gromad na obszarze Polski – w powiecie gostynińskim w woj. warszawskim, na mocy uchwały nr VI/10/3/54 WRN w Warszawie z dnia 5 października 1954. W skład jednostki weszły obszary dotychczasowych gromad Baby Dolne, Kozice, Solec, Polesie i Rybne oraz wieś Budy Kozickie, wieś Rataje Nowe i wieś Wojnowo z dotychczasowej gromady Budy Kozickie ze zniesionej gminy Rataje oraz obszary dotychczasowych gromad Lipa (z wyłączeniem osady Ruda i miejscowości Przerwa i Reszka), Osada, Sałki, Strzałki i Ruszków Nowy ze zniesionej gminy Skrzany w tymże powiecie. Dla gromady ustalono 17 członków gromadzkiej rady narodowej.
31 grudnia 1959 z gromady Kozice wyłączono wsie Lipa, Ruszków i Sałki, włączając je do gromady Sierakówek w tymże powiecie, po czym gromadę Kozice zniesiono przenosząc siedzibę GRN z Kozic do Solca i zmieniając nazwę jednostki na gromada Solec.